# Phoradendron argentinum
Phoradendron argentinum är en sandelträdsväxtart som beskrevs av Ignatz Urban. Phoradendron argentinum ingår i släktet Phoradendron och familjen sandelträdsväxter. Inga underarter finns listade i Catalogue of Life.